# Burkhard Hofer

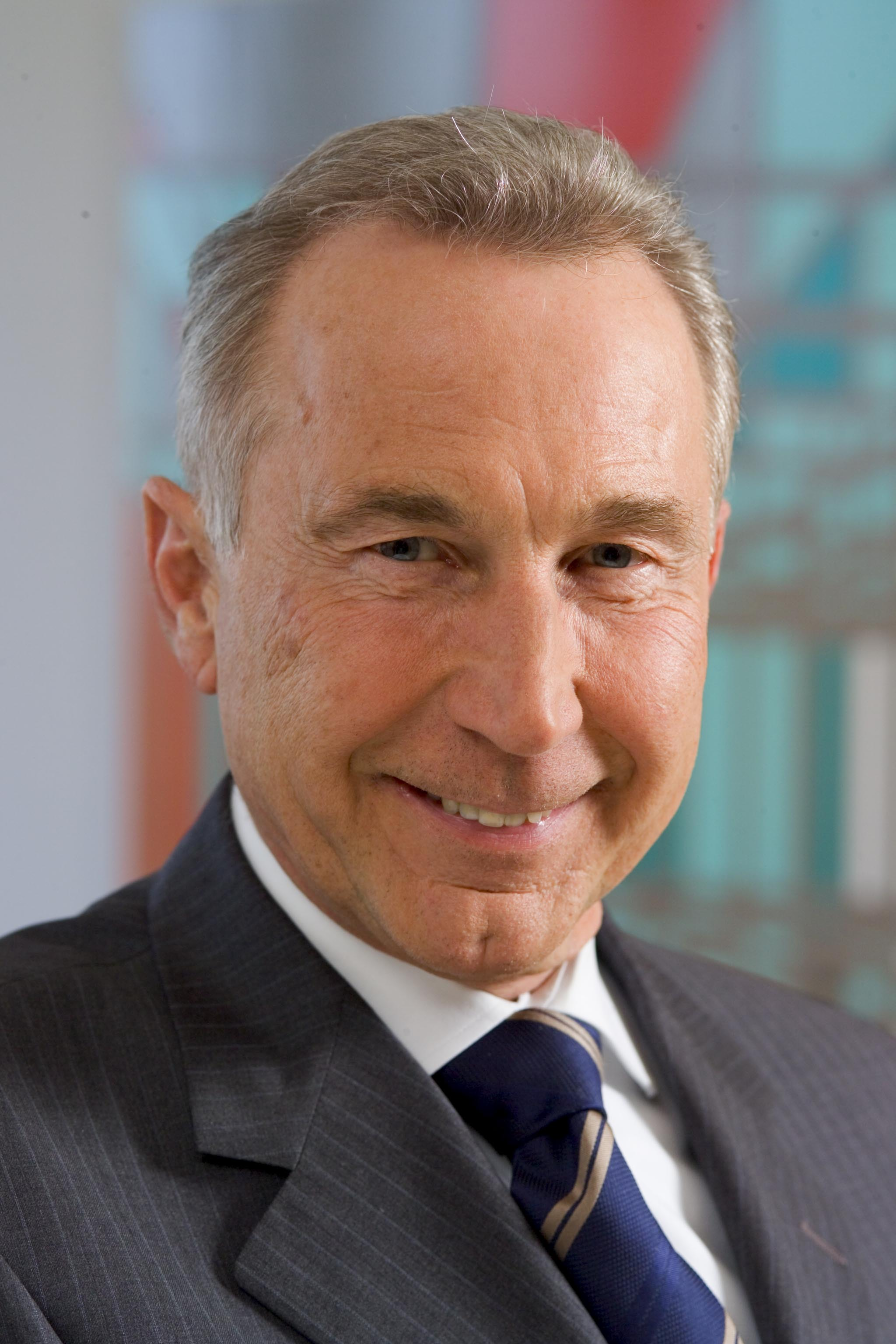
Burkhard Hofer 2007

Burkhard Hofer (* 30. Mai 1944 in Wien) ist ein österreichischer Jurist. Er war Vorstandsvorsitzender des niederösterreichischen Energieversorgers EVN.

## Leben
Hofer besuchte die Volksschule in Wien-Mauer, das Gymnasium Fichtnergasse und das Realgymnasium Diefenbachgasse, wo er 1962 maturierte. Nach Ableisten des Präsenzdienstes begann er das Studium der Rechts- und Staatswissenschaften an der Universität Wien, welches er 1968 mit der Promotion zum Doktor der Rechte abschloss.
Nach Absolvierung des Gerichtsjahres und einer kurzen Praxis als Rechtsanwaltsanwärter bei einem Wiener Anwalt trat Hofer 1970 in den Dienst der Finanzprokuratur. Als Prokuratorsbediensteter war er als gerichtliche und außergerichtliche Vertretung in verschiedenen Dienststellen des Bundes tätig. Im Rahmen dieser Tätigkeit legte Burkhard Hofer die Dienstprüfung und die Rechtsanwaltsprüfung ab.
Ab 1980 war Hofer bei der EVN beschäftigt, anfangs als Leiter der Rechtsabteilung. Ab April 1992 war er Leiter des Generalsekretariates der EVN mit der Zuständigkeit für juristische Angelegenheiten des Unternehmens sowie für Beteiligungen und Projekte. Von März 2005 bis Jänner 2011 war er Sprecher des Vorstands der EVN und verantwortlich für die Strategischen Geschäftseinheiten Energiebeschaffung und -vertrieb und Umwelt sowie für die Konzernfunktionen Generalsekretariat und Corporate Affairs, Personalwesen, Controlling, Finanzwesen, Rechnungswesen (inkl. Investor Relations), Information und Kommunikation, Beschaffung und Einkauf sowie Customer Relations. Anfang 2011 wechselte Hofer in den Aufsichtsrat der EVN und leitet diesen als Präsident.
Weiters war Burkhard Hofer Aufsichtsratschef der BEWAG, der BEGAS, sowie der RAG-Beteiligungs-AG (RBG). Ab 20. August 2009 ist er Aufsichtsratsmitglied der Flughafen Wien AG. Ab Anfang 2012 war er Präsident des Aufsichtsrates der Hypo NÖ Gruppe.
Seit 1964 ist er Mitglied der katholischen Studentenverbindung KaV Marco-Danubia Wien.

## Auszeichnungen
- 2011: Goldenes Komturkreuz des Ehrenzeichens für Verdienste um das Bundesland Niederösterreich
- 2014: Silberne Komturkreuz mit dem Stern des Ehrenzeichens für Verdienste um das Bundesland Niederösterreich